# Królowa Śniegu (film 1966)
Królowa Śniegu (ros. Снежная королева, Snieżnaja korolewa) – radziecki film dla dzieci z 1966 roku, zrealizowany według baśni Hansa Christiana Andersena o tym samym tytule. 

## Obsada
- Sława Ciupa jako Kaj
- Jelena Prokłowa jako Gerda
- Natalja Klimowa jako Królowa Śniegu
- Andriej Kostriczkin jako dziadek